# Laura Seghettini
Laura Seghettini (Pontremoli, 22 gennaio 1922 – Pontremoli, 10 luglio 2017) è stata una partigiana italiana, di fede comunista. Ricoprì il ruolo di vicecommissario della 12ª Brigata Garibaldi "Fermo Ognibene".

## Biografia
Maestra, proveniente da tradizione familiare socialista, sceglie nel 1943 di andare in "montagna" per unirsi alla Brigate Partigiane. Tale scelta, sia militare che politica, sarà della massima importanza nella sua vita, come lo sarà la sua ininterrotta militanza politica comunista, nonostante la tragica vicenda di Dante Castellucci, personaggio cui la Seghettini era profondamente legata. Durante i 20 mesi di lotta partigiana svolge incarichi molto delicati e complessi. Nel 1944 viene nominata vicecommissario di brigata, incarico assai raramente assegnato ad una donna, e, nel maggio di quello stesso anno, si trova a combattere in Lunigiana, dove gli scontri fra le Brigate Partigiane locali e i nazifascisti si fanno ogni giorno più sanguinosi.

### Compagna di "Facio"
decorazione adeguata alle gesta compiute, anche a titolo di riparazione del torto troppo a lungo subito dalla memoria dell'eroe, dai suoi familiari e conterranei, dalla sua compagna di lotta e di affetti Laura Seghettini, dagli uomini
della sua formazione partigiana»
()
Nei mesi che seguono l'8 settembre 1943, la Seghettini diviene compagna di Facio. Dopo la fucilazione di quest'ultimo, studia la sentenza che ha condannato il comandante partigiano e si rende conto che quanto le aveva raccontato Facio stesso sulle presunte motivazioni (confermato dai suoi compagni che non lo avevano abbandonato in quel periodo di detenzione prima del processo) è ben diverso da quanto appare sul documento steso dai "giudici". Fra i capi di accusa vi è infatti anche il delitto di sabotaggio che non figurava durante la fase requisitoria. Facio e i suoi uomini erano infatti convinti che il tutto si sarebbe risolto in un nulla di fatto. Il comandante partigiano era stato accusato di essersi appropriato di un fusto contenente sterline. Non di rado gli alleati paracadutavano soldi in questo modo, ma vi son testimonianze che "Facio", nel momento in cui sarebbe stato possibile impadronirsi dei quattrini, si trovava dall'altra parte della vallata. Dopo l'omicidio di "Facio" Laura Seghettini si sposta a combattere nella 12ª Brigata Garibaldi Fermo Ognibene del parmense, al comando di Dario Giagnorio, nome di battaglia Camillo. Fermo Ognibene comandava il Battaglione Guido Picelli prima di morire. L'unità, dopo la sua morte, passò al comando di "Facio".
Dopo la Liberazione Laura Seghettini inizia l'iter per render giustizia e riabilitare "Facio".
Giorgio Amendola le comunica, in un incontro sollecitato da Laura Seghettini, che non vi sono prove per incriminare "Salvatore" ovvero Antonio Cabrelli che era stato il partigiano, o sedicente tale, che aveva messo in moto il meccanismo d'accusa, pur ammettendo che il partito non si fidava di lui, infatti era stato arrestato dall'Ovra ed era tornato in libertà in modo inspiegabile il che poteva far nascere il sospetto che avesse accettato un ruolo di informatore. A quel punto, Cabrelli, forse comprendendo che il partito sta facendo indagini nei suoi confronti rapidamente lascia il PCI ed entra nel PSI. Assume nel prosieguo la carica di consigliere e poi assessore a Pontremoli.
Antonio Cabrelli fa una fine singolare ed ambigua: muore in un incidente stradale con una donna che Laura conferma essere ex spia dell'OVRA, per cui vi son sospetti sulla morte del Cabrelli interpretabili come eliminazione di un personaggio assai scomodo. Non è l'unico caso dopo la guerra che personaggi scomodi, per vari motivi, muoiano in ambigui incidenti stradali o a causa delle conseguenze di tali incidenti: esempi ne sono i comandanti partigiani Aldo Gastaldi di tendenze monarchiche molto legato a Paolo Emilio Taviani, Emilio Canzi e Savino Fornasari tutti e due anarchici, Emilio Canzi comandante unico della XIII zona operativa del piacentino e combattente della Guerra di Spagna e Ilio Barontini comunista e rivoluzionario di professione che ha combattuto dalla Cina alla Spagna, dall'Etiopia alla Francia e ovviamente in Italia. Paolo Pezzino durante la presentazione del libro Il piombo e l'argento di Carlo Spartaco Capogreco non segue solo la pista dell'ex agente dell'OVRA infiltrato ma riferendosi ad altri fatti accaduti in altri luoghi introduce anche il discorso di un "regolamento di conti" fra fazioni della brigate partigiane o per motivi politici come gli altri esempi da lui fatti o per motivi opportunistici in cui un personaggio come Cabrelli può essere ovviamente inserito.

## La testimonianza
Ricordo perfettamente quelle ore, anche se sono passati quarantasei anni. Sono arrivata ad Adelano nel cuore della notte, mentre lo stavano processando. Lui non si difendeva. Sembrava vivere uno stato d'animo a metà tra la fierezza, la dignità e la depressione. Non aveva paura. Forse aveva già deciso di accettare la morte. Dopo la sentenza sono rimasta con lui fino all'alba insieme agli uomini di guardia, che volevano farlo scappare. Ma Facio non ha accettato. "Un giorno qualcuno, mi ha detto, farà luce sulla mia storia." Aveva un coraggio incredibile, non ha avuto paura. Come non l'aveva mai avuta durante la sua guerra di resistenza. Sempre il primo nelle azioni, l'ultimo a riposarsi, a mangiare. Sempre disponibile con i suoi uomini. All'alba lo hanno preso e lo hanno portato fuori. Ho saputo dopo che il plotone non voleva sparare. Ho saputo che ha gridato Viva l'Italia. No, non si doveva uccidere un uomo così. Aveva solo venticinque anni.»